# Charles Ackerly
Charles Ackerly (Cuba (Nueva York), Estados Unidos, 3 de enero de 1898-Florida, 16 de agosto de 1982) fue un deportista estadounidense especialista en lucha libre olímpica donde llegó a ser campeón olímpico en Amberes 1920.

## Carrera deportiva
En los Juegos Olímpicos de 1920 celebrados en Amberes ganó la medalla de oro en lucha libre olímpica estilo peso pluma, por delante de su compatriota Sam Gerson y del británico Philip Bernard (bronce).
Ackerly ingresó en el Salón Nacional de la Fama de la Lucha Amateur de la Fundación Helms en 1960 y en el Salón de la Fama de Cornell en 1981.
Tras su carrera como luchador, trabajó como abogado en Detroit, Michigan, antes de retirarse a Clearwater, Florida.